# Joseph Tiefenthaler
Joseph Tiefenthaler (auch „Tieffenthaler“ oder „Tieffentaller“) (* 27. August 1710 in Bozen (heute Südtirol); † 5. Juli 1785 in Lucknow, Indien) war ein jesuitischer Missionar und beschrieb als einer der ersten Geographen Indien. Nach der Aufhebung des Jesuitenordens verblieb er in Indien.

## Biografie
Tiefenthaler wurde in Bozen in der Grafschaft Tirol geboren. Er trat als Neunjähriger am 9. Oktober 1729 in den Jesuitenorden ein und wurde 1740 durch den Orden im Missionsauftrag nach Ostindien gesandt. Dort hatte er verschiedene Positionen vor allem im Mogulreich inne. Nach der Aufhebung des Jesuitenordens im Jahr 1773 blieb Tiefenthaler in Indien und kehrte nicht nach Europa zurück. Nach seinem Tod im Jahr 1785 wurde er auf dem Missionsfriedhof in Agra begraben, wo sein Grabstein zumindest Anfang des 20. Jahrhunderts noch erhalten war. Er gilt als einer der ersten Europäer, die eine umfassende Landesbeschreibung Hindustans, d. h. des Nordens des indischen Subkontinents, verfassten. In den dravidischen Süden des Landes ist Tiefenthaler nicht gereist, die Regionen südlich des Vindhyagebirges und des Krishna-Flusses werden nur lückenhaft und sehr beiläufig erwähnt.
Tiefenthaler war im Sinne der Jesuiten hochgebildet und sprach bzw. verstand zahlreiche Sprachen – neben seiner deutschen Muttersprache auch Latein, Italienisch, Spanisch, Französisch, Hindustani, Arabisch, Persisch (die Amtssprache des Mogulreichs) und Sanskrit.

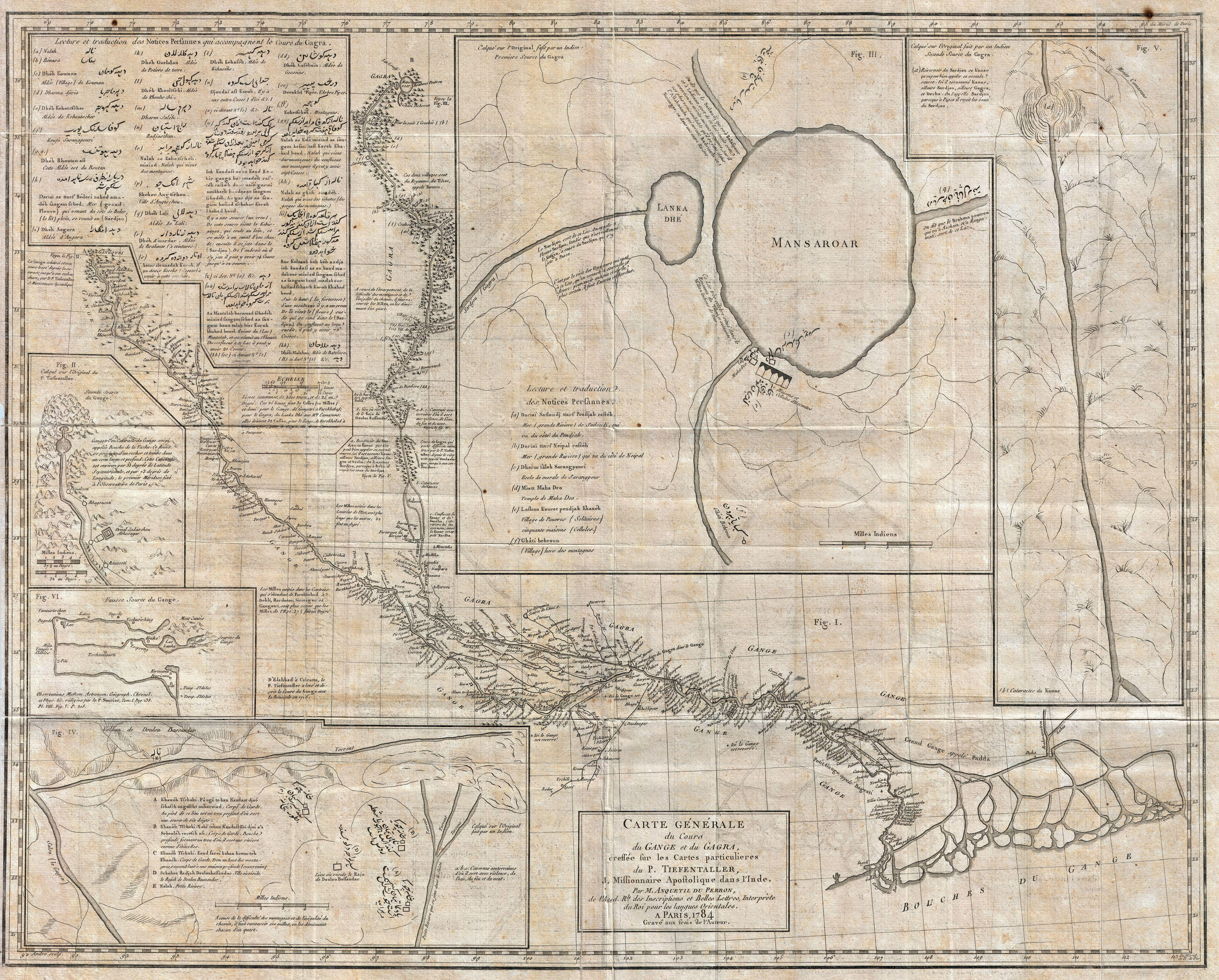
Auf den Forschungen Tiefenthalers basierende Detailkarte des Ganges (1784)

Als sein Hauptwerk gilt die in Latein verfasste Descriptio Indiæ, eine geographische Beschreibung der 22 Provinzen Indiens mit den Städten, Festungen, den wichtigsten kleineren Orten mit Angabe der jeweiligen geographischen Position. Das Werk umfasst zahlreiche Karten, Grundrisse und durch Tiefenthaler selbst angefertigte Skizzenzeichnungen. In einem weiteren, 1786 erschienenen Werk befasste er sich mit dem Flusslauf des Ganges und dessen Nebenflüssen und Zuflüssen mit zahlreichen Karten in bis dahin nicht erreichter Genauigkeit (Cursus Gangæ fluvi Indiæ maximi, inde Priaga seu Elahbado Calcuttam usque ope acus magneticæ exploratus atque litteris mandatus a J. T. S. J., „Lauf des Ganges, des größten Flusses Indiens, von Prayagraj oder Allahabad bis Kalkutta, mit Hilfe einer Magnetnadel erkundet und per Brief versandt von J. T. S. J.“). Des Weiteren schrieb Tiefenthaler religionstheoretische Abhandlungen über den Hinduismus, den Islam und den Zoroastrismus, über astronomische Beobachtungen u. a. m. Er schrieb in verschiedenen Sprachen – Latein, Deutsch, Persisch, Französisch.
Tiefenthaler sandte seine Manuskripte zum Teil an den deutschen Naturforscher Christian Gottlieb Kratzenstein in Kopenhagen und zum anderen an den französischen Orientalisten und Geographen Abraham Hyacinthe Anquetil-Duperron. Letzterer pries in einer Ansprache vor der Académie des sciences in Paris 1776 die Arbeiten Tiefenthalers und machte sie in seiner Abhandlung Recherches historique et géographiques sur l'Inde (1786) einem breiteren Publikum bekannt. Ein Teil der Manuskripte in Kopenhagen gelangten an Johann Bernoulli in Berlin, der sie von 1785 bis 1787 auf Deutsch und von 1786 bis 1791 auf Französisch publizieren ließ.

## Reisen durch Indien
Während seiner 27 Jahre in Indien unternahm Tiefenthaler 16 längere Reisen.
- Erste Reise 1743: Goa – Bombay – Daman – Surat
- Zweite Reise 1744: Surat – Daman – Surat
- Dritte Reise 1744: Surat – Broach, Baroda – Godhra – Billimore – Udaipur – Jaipur – Parasoli – Godda – Pendein – Barodoi – Deeg – Agra – Mathura – Brindavan – Delhi – Agra
- Vierte Reise 1747: Agra – Delhi – Agra
- Fünfte Reise 1747: Agra – Narwar
- Sechste Reise 1750: Narwar – Sheepori – Sironj – Sarangpur – Ujjain – Balwa – Assirgarh – Burhanpur – Elloran – Aurangabad – Ajunta – Nashik – Kalyan – Salsette – Bombay
- Siebte Reise 1750: Bombay – Bassein – Bombay
- Achte Reise 1750: Bombay – Goa
- Neunte Reise 1750–51: Goa – Bombay – Surat – Bharuch – Cambay – Baroda – Barsola – Dholka – Petlad – Vasa – Kaira – Patan – Ahmedabad – Radhanpur – Sanjor – Jhalawar – Jodhpur – Marta – Ajmer – Sheopur – Ranthambhor – Shivpuri – Gor – Puri – Keral – Narwar
- Zehnte Reise 1751: Narwar – Gwalior – Gohad – Atter – Bhind – Agra – Narwar
- Elfte Reise 1752: Narwar – Agra – Fatehpur Sikri – Biana – Sikandra – Karauli – Mandeel – Bijepur – Gopalpur – Narwar
- Zwölfte Reise 1752: Narwar – Delhi – Shahpura – Vrindavan – Narwar
- Dreizehnte Reise 1752:  Narwar – Kola – Narwar
- Vierzehnte Reise 1759: Narwar – Budhelkhand – Jhansi – Datia – Orchha – Mahoba – Chitrakoot – Jirna – Parna – Chhatarpur – Kalinjar – Throa – Allahabad – Lucknow – Jaunpur – Benares
- Fünfzehnte Reise 1759: Benares – Allahabad – Patna – Monghyr – Rajmahal – Murshidabad – Kasimbazar – Hughly – Chinsura – Chandannagar – Serampore – Benares
- Sechzehnte Reise 1766–71: Benares – Allahabad – Ghazipur – Kjura – Korra – Faizabad – Dorania – Muhammadi – Manama – Balrampur – Lucknow

1771: Lucknow zu etwa 240 Städten und Dörfern, in mehreren Reisen

## Schriften
- Des Joseph Tieffenthaler historisch-geographische Beschreibung von Hindustan. Aus dessen lateinischer Handschrift übersetzt. Mit Anmerkungen und anderen Zusätzen ... hrsg. von Johann Bernoulli. Berlin, Gotha 1786.:

Erster Teil (urn:nbn:de:bvb:12-bsb11250333-5)
Zweiter Teil (urn:nbn:de:bvb:12-bsb11250334-0)
- Cursus Gangæ fluvi Indiæ maximi, inde Priaga seu Elahbado Calcuttam usque ope acus magneticæ exploratus atque litteris mandatus a J. T. S. J.
- Tieffenthaler, Joseph: Géographie De L'Indoustan : Écrite En Latin Dans Le Pays Même Par Le Pere Joseph Tieffenthaler, Jésuite Et Missionaire Apostolique Dans L'Inde; Traduite Sur Le Manuscrit Original Et Publiée Par M. Jean Bernoulli, Premier Astronome Et Membre Ordinaire De L'Acad. R. Des Sc. Et B. L. A Berlin, Associé De Plusieurs Autris Académies Et Societés. Avec Une Carte. Hrsg.: Bernoulli, Johann. Berlin, Paris 1791 (PURL).